# G. Vass István
G. Vass István (Gádoros, 1942. január 30. – 2011. július 26.) magyar levéltáros.

## Életpályája
Szülei: Vass János és Rosta Julianna voltak. 1947–1955 között tanyán élt. Orosházán érettségizett. 1960–1965 között a József Attila Tudományegyetem magyar-történelem szakos hallgatója volt, ahol Wittmann Tibor és Ilia Mihály oktatta. 1965–1980 között a békéscsabai Munkácsy Mihály Múzeum történész-muzeológusa volt. 1971–1980 között Békés megyei múzeumigazgató-helyettesként dolgozott. 1975-ben doktorált. 1980–1992 között az Új Magyar Központi Levéltár munkatársa, 1986-ig osztályvezető, 1986–1988 között főigazgató-helyettes, 1988–1992 között megbízott főigazgatója volt. 1992–1994 között a Magyar Országo Levéltár főigazgató-helyettese, 1994–1997 között főlevéltárosa, 1998–2003 között főosztályvezetője, majd főlevéltárosa volt. 2005-ben nyugdíjba vonult.
Kutatási területe a 20. századi magyar történelem.

## Művei
- A Szociáldemokrata Párt, a Parasztpárt, a Kisgazdapárt és a Polgári Demokrata Párt tevékenysége 1944–1945-ben, és az 1945-ös választások Békés Megyében. Békés Megye 1944–1945-ben (Békéscsaba, 1975)
- A Békéscsabai Múzeum története 1899-1979 (Békéscsaba, 1979)
- A Magyar Állam Szervei 1944–1950 (Budapest, 1985)
- Az Új Magyar Központi Levéltár fondjainak és állagainak jegyzéke (Budapest, 1990)
- A Magyar Állam Szervei 1950–1970. Központi szervek (Budapest, 1993)
- Bakach-Bessenyey György tárgyalásai az Egyesült Államok megbízottaival Bernben, 1943. augusztus 28. és 1944. március 19. között (1994)
- Tildy Zoltán kormányának minisztertanácsi jegyzőkönyvei 1945. november 15. – 1946. február 4.

## Díjai
- Szocialista Kultúráért
- Széchényi Ferenc-díj (2003)
- Ember Győző-díj (2004)